# Basilia hughscotti
Basilia hughscotti är en tvåvingeart som beskrevs av Guimaraes 1946. Basilia hughscotti ingår i släktet Basilia och familjen lusflugor. Inga underarter finns listade i Catalogue of Life.